# Голицын, Сергей Сергеевич (1783)
Князь Сергей Сергеевич Голицын (17 февраля 1783—14 марта 1833) — российский командир эпохи наполеоновских войн, генерал-майор, масон, композитор и певец-любитель.

## Биография
Сергей Голицын родился 17 февраля 1783 года в дворянской семье; третий сын генерала Сергея Фёдоровича Голицына и племянницы Потемкина Варвары. Ещё в младенчестве был записан на воинскую службу в гвардию, в 1797 году был произведён в чин прапорщика.

Сражался в войнах третьей и четвёртой коалиций и, за битву под Фридландом, был 20 мая 1808 года награждён орденом Святого Георгия 4-го класса 
в воздаяние отличного мужества и храбрости, оказанных в сражениях 29 мая при Гейльсберге и 2 июня при Фридланде против французских войск, где, быв посылаем главнокомандующим, генералом от кавалерии бароном Бенигсеном с приказаниями, исполнял оные с успехом и особенною расторопностью, являя повсюду неустрашимость и присутствие духа.
3 мая 1806 года Голицын был произведён во флигель-адъютанты, а 3 июля 1808 года в полковники.
Во время Отечественной войны 1812 года находился при генерале Леонтии Леонтьевиче Беннигсене.
После изгнания неприятеля из России принял участие в заграничном походе русской армии, в котором воевал с французами в сражении при Лютцене, баталии при Бауцене, битве народов и брал Париж за что неоднократно награждался командованием, а 15 сентября 1813 года был удостоен чина генерал-майора. В 1815 году оставил военную службу.
После женитьбы на Апраксиной князь Голицын несколько лет жил в имении жены — Сокольниках Дмитровского уезда Московской губернии. Их соседка Е. Янькова вспоминала, что общество Голицыных было «приятно потому, что князь был очень веселый и милый человек, весьма любезный и приветливый и очень хороший музыкант, и сочинитель многих романсов».

Позже Голицыны переехали в Петербург. Граф М. Д. Бутурлин, описывая петербургское общество, замечал:
... Бывали у нас князья Фёдор и Сергей Сергеевичи Голицыны. Оба брата были даровитыми музыкантами: князь Федор восхищал всех сладкозвучным теноровым голосом, а князь Сергей Сергеевич был недюжинный композитор романсов, из которых производил тогда фурор: «Мой друг, хранитель, ангел мой» ... И даже теперь, по прошествии более полувека, музыкальная эта композиция поражает своей мелодией.
Голицын был членом нескольких масонских лож — «Соединённые друзья» и «Северные друзья». Видными масонами были и его братья Александр и Владимир. Был удостоен придворного звания «в должности егермейстера». В 1830 году был пожалован чином егермейстера.
Князь Сергей Сергеевич Голицын умер от водянки в марте 1833 года в Петербурге, похоронен в родовой усадьбе Зубриловке Балашовского уезда Саратовской губернии.

## Семья

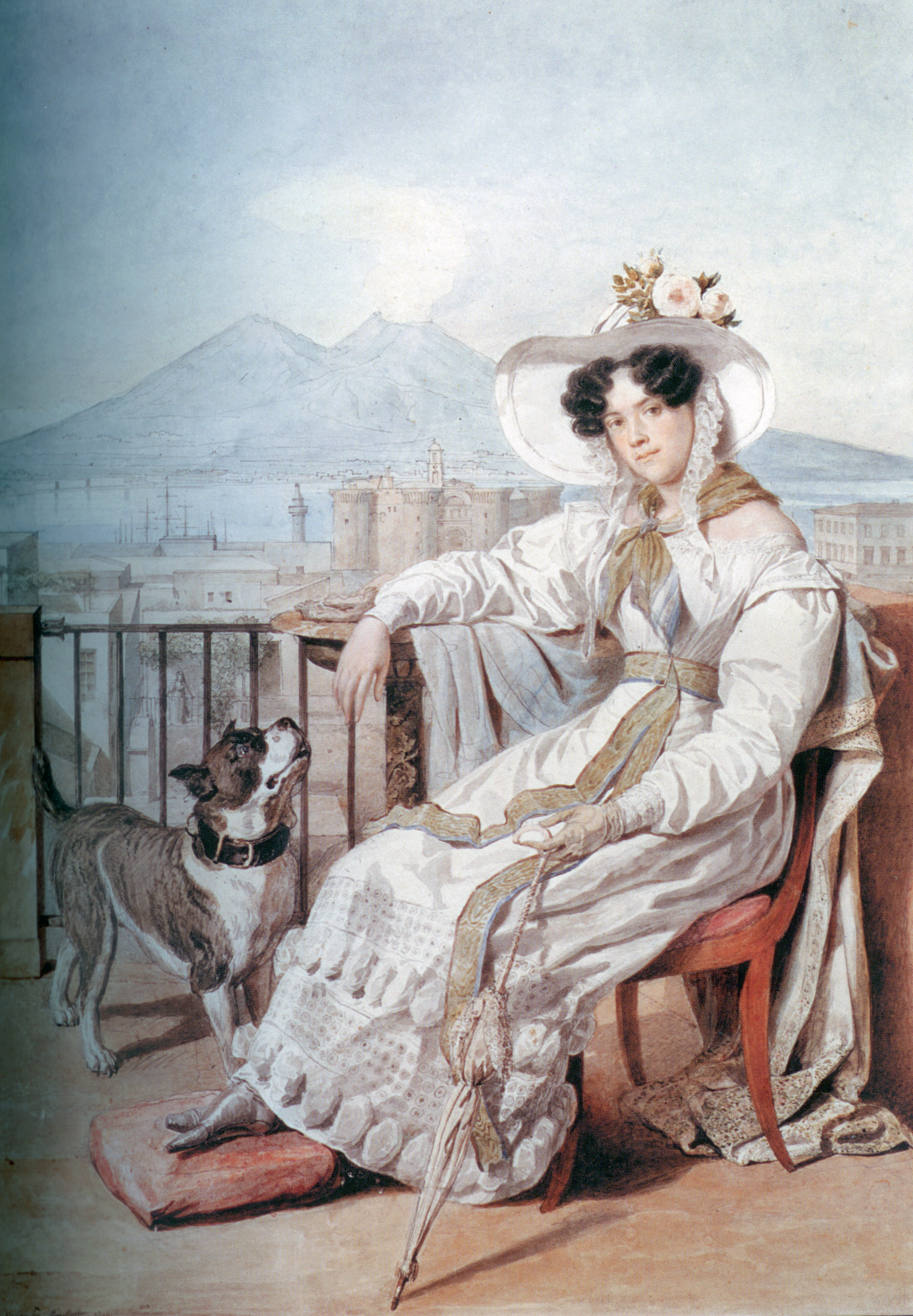
Наталья Степановна, жена.

Осенью 1810 года намечался брачный союз с княжной З. А. Белосельской (впоследствии Волконской), в устроении которого активно участвовала Н. П. Голицына; невеста в конечном итоге ответила отказом.
В августе 1817 года князь Голицын женился на фрейлине, позже кавалерственной даме, Наталье Степановне Апраксиной (1794—1890), старшей дочери генерала С. С. Апраксина и внучке известной «Пиковой дамы» Н. П. Голицыной. Свадьба была в подмосковном имении Апраксиных Ольгове.
Детей у них не было, поэтому своим наследником они назначили племянника, князя Сергея Фёдоровича Голицына (1812—1849), а после его трагической гибели его брата Бориса.